# Charles-Pierre Péguy
Pour les articles homonymes, voir Péguy (homonymie).
Charles-Pierre Péguy (né à Bourg-la-Reine le 4 février 1915 et mort à La Salle-les-Alpes le 21 décembre 2005) est un géographe et climatologue français.

## Biographie
Charles-Pierre Péguy est le dernier-né et fils posthume de Charles Péguy, poète et essayiste français (1873-1914) et de Charlotte Baudouin.
Bachelier en 1932, il obtient son doctorat ès lettres en 1947 et obtient l'agrégation d'histoire et de géographie. 
Il enseigne au lycée de Gap (1939-1942), aux prytanées militaires de Briançon et de La Flèche (1942-1947). Il est professeur de géographie physique à l'Université de Rennes (1947-1963), il est ensuite nommé directeur (1963) puis directeur honoraire au CNRS Il est le spécialiste des rapports de la société et du climat.
Marié le 19 octobre 1939 avec l'alpiniste Suzanne Puget (née en 1920 et morte le 18 janvier 2024) – surnommée Suzy par son entourage –, il est le père de sept enfants : Marie-Claude (épouse de Bernard Liger), Jean-François, Odile (épouse de Jacques Giraud), Dominique (épouse de Serge Chassagne), Jacques, Elisabeth (épouse d'Henri Barbaroux) et Vincent. 
Il a animé beaucoup de conférences portant sur la météorologie et la géographie.
Il est mort en 2005.

## Ouvrages
L'Horizontal et le vertical (1996), Jeux et enjeux du climat (1988), Ces montagnes qui flottent sur la mer (1969), Précis de climatologie (1961), Éléments de statistique appliquée aux sciences géographiques (1957), La Neige (1952), Haute Durance et Ubaye (1947).